# Wapen van Zegveld

Het wapen van Zegveld

Het wapen van Zegveld werd op 11 september 1816 per besluit van de Hoge Raad van Adel in gebruik bevestigd bij de Utrechtse gemeente Zegveld. Op 1 januari 1989 ging de gemeente op in de gemeente Woerden, waardoor het wapen niet langer in gebruik is. In het wapen van Woerden zijn geen elementen opgenomen uit het wapen van Zegveld, echter in de vlag van Woerden is wel een waldhoorn opgenomen als verwijzing naar Zegveld.

## Blazoenering
De blazoenering van het wapen luidt als volgt:
Van lazuur met twee waldhorens van goud.
Het wapen is in de zogenaamde Rijkskleuren: blauw van kleur met daarop de twee gouden waldhoorns. Niet in de blazoenering opgenomen, maar wel op de tekening bij de Hoge Raad van Adel, is een antieke gravenkroon bestaande uit 18 parels, waarvan 15 op de gouden rand staan.

## Geschiedenis
Er zijn twee zegelafdrukken, uit 1524 en 1531, bekend met daarop de voorloper van het wapen van Zegveld. Het zegel, waarmee de schout Dirck Hendricxsz de Witt zegelde, vertoont drie waldhorens en een klaverblad in plaats van de huidige twee waldhoorns.
De herkomst van het wapen is niet duidelijk. Burgemeester Schuak vroeg in 1816 het wapen aan met daarbij de verklaring: twee walthorens, opzigtigtelijk de oorsprong of verkrijging van hetwelk geen narigten te bekomen zijn. Mogelijk is er wel een verband met het wapen van de familie Van Segveld, de familie voert ook twee horens in het wapen. Zegels en andere afbeeldingen dateren echter uit de 18e eeuw en het is niet bekend of de familie ook in Zegveld woonde.